# 暖炉

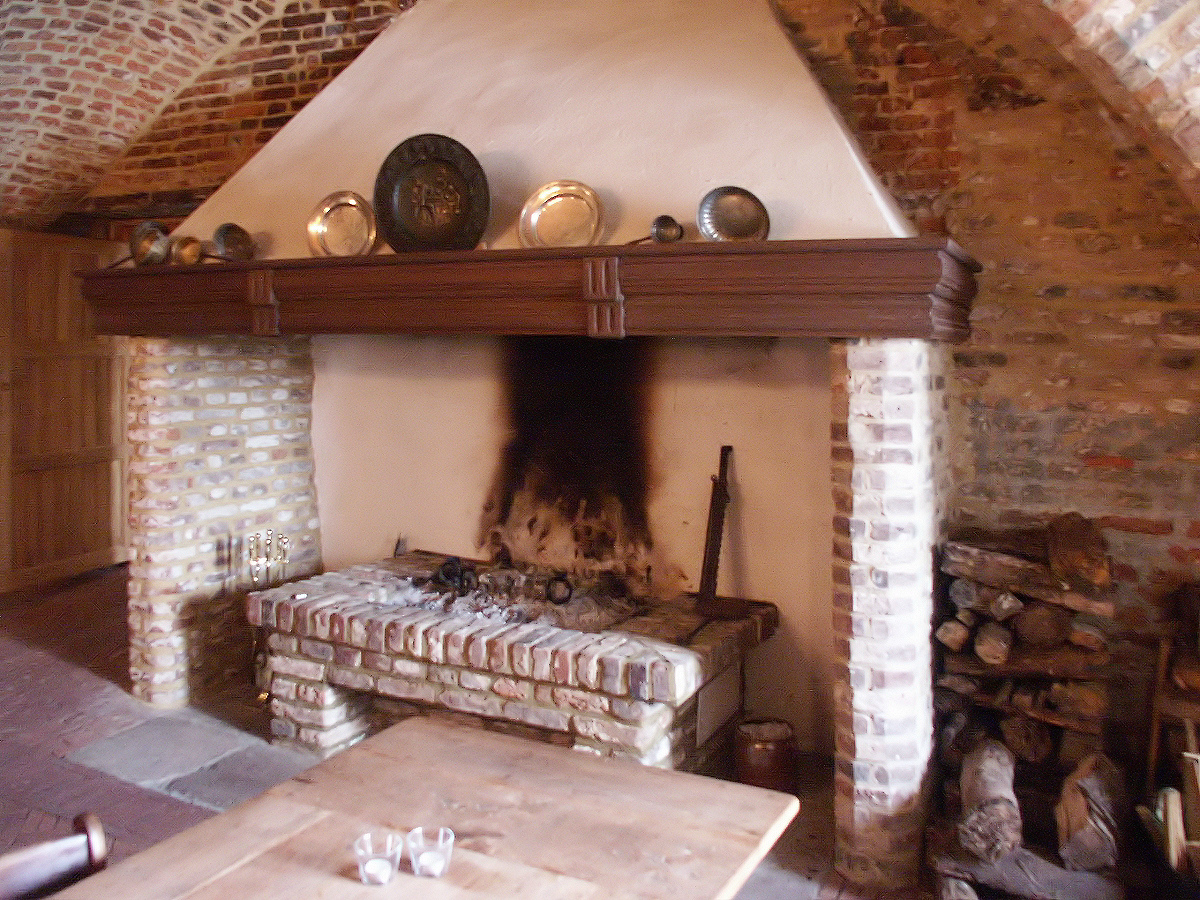
暖炉(ドイツ)

暖炉（だんろ、煖炉とも、Fireplace）とは、暖房装置の一種である。部屋の壁に作りつけられた構造だが、暖房としての役割は副次的な部屋の装飾として設置される場合もある。

## 概要

### 構造
暖炉は耐火煉瓦や石材などを用いて室内の壁面などに作られた炉で、排煙目的の煙突で家屋の外部と直結している。炉内で薪や石炭を燃やし、その熱で室内を暖房する。現代では、煙や人体に有害な一酸化炭素を出さないエタノール燃焼暖炉や、炎のように揺らめくイルミネーションを映し出す電気式の疑似炎暖炉もある。

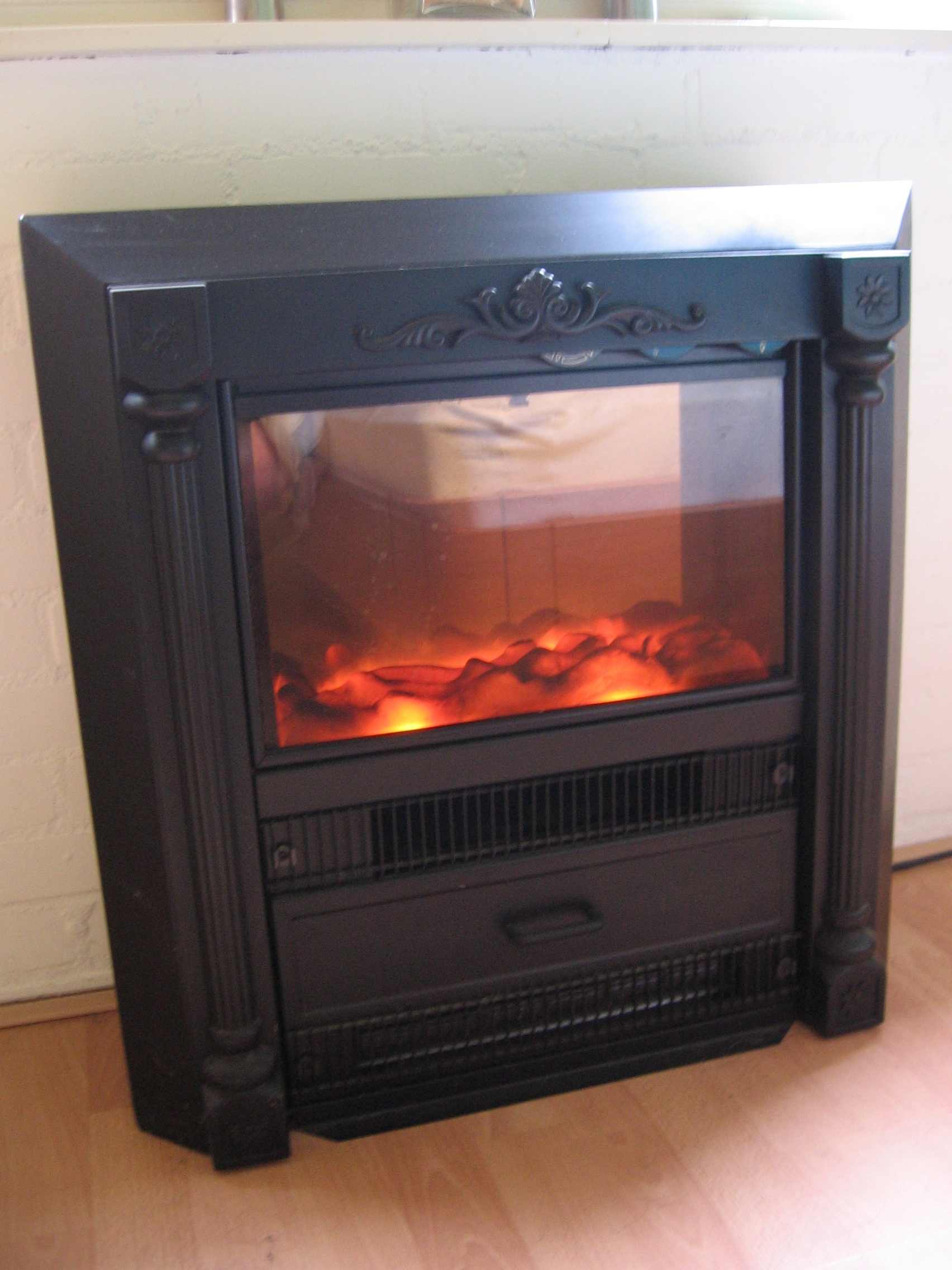
電気暖炉

ストーブとの根本的な違いは、燃焼用空気の調整弁の有無である。暖炉は焚き火と同じ開放燃焼であるため燃料の量のみで燃焼を制御する。室内で火を焚くという構造上、火災を防ぎ、燃焼効率を上げるために炉床には耐火煉瓦を用いるなど、断熱には最大限の注意を払わねばならない。また、煙突への接続部はスロート（英語でthroat,　のどの意味）があり、排煙のみを排出し、屋外の空気の逆流を防ぐために絞りが与えられている。スロートの仕組みがなければ温められた室内の空気までもが過度に吸いだされるため、部屋の温度が上がりにくく、不使用時に隙間風が入る。ダンパでその開度は調節でき、不使用時には閉めることができる。
だが、スロートの効用をもってしても暖炉は暖房効率が低く、薪を燃やして得られたエネルギーのうち90％は煙突から外部に放出されるために、部屋の空気を温める能力は限定的である。その代わり裸火による暖房のため、輻射熱はとても高い。近年では薪を燃やしたエネルギーの半分以上を暖房として用いる事が出来る薪ストーブを暖炉の様に壁に埋め込んだビルトイン薪ストーブを暖炉と称する事もある。ビルトイン薪ストーブは完全に外部の空気だけで薪を燃焼させ、炎をガラス窓越しに眺め、薪をくべる時には扉を開けるが、その他は一切外気との接続を断つので、煙の室内への流出や暖炉外との空気の出入りがない。この方式は高気密住宅にも適するため、通常の薪ストーブでも同様の製品が多くなっている。海外では大気汚染防止の観点から都市部での暖炉が禁止されている地域もあり、このタイプの暖炉が普及しつつある。炎の前方には耐熱ガラスの扉がつけられることもあるが、輻射熱が減少するため、暖炉後方に通気し、得られた熱風を下から噴出して熱効率を改善するタイプもある。

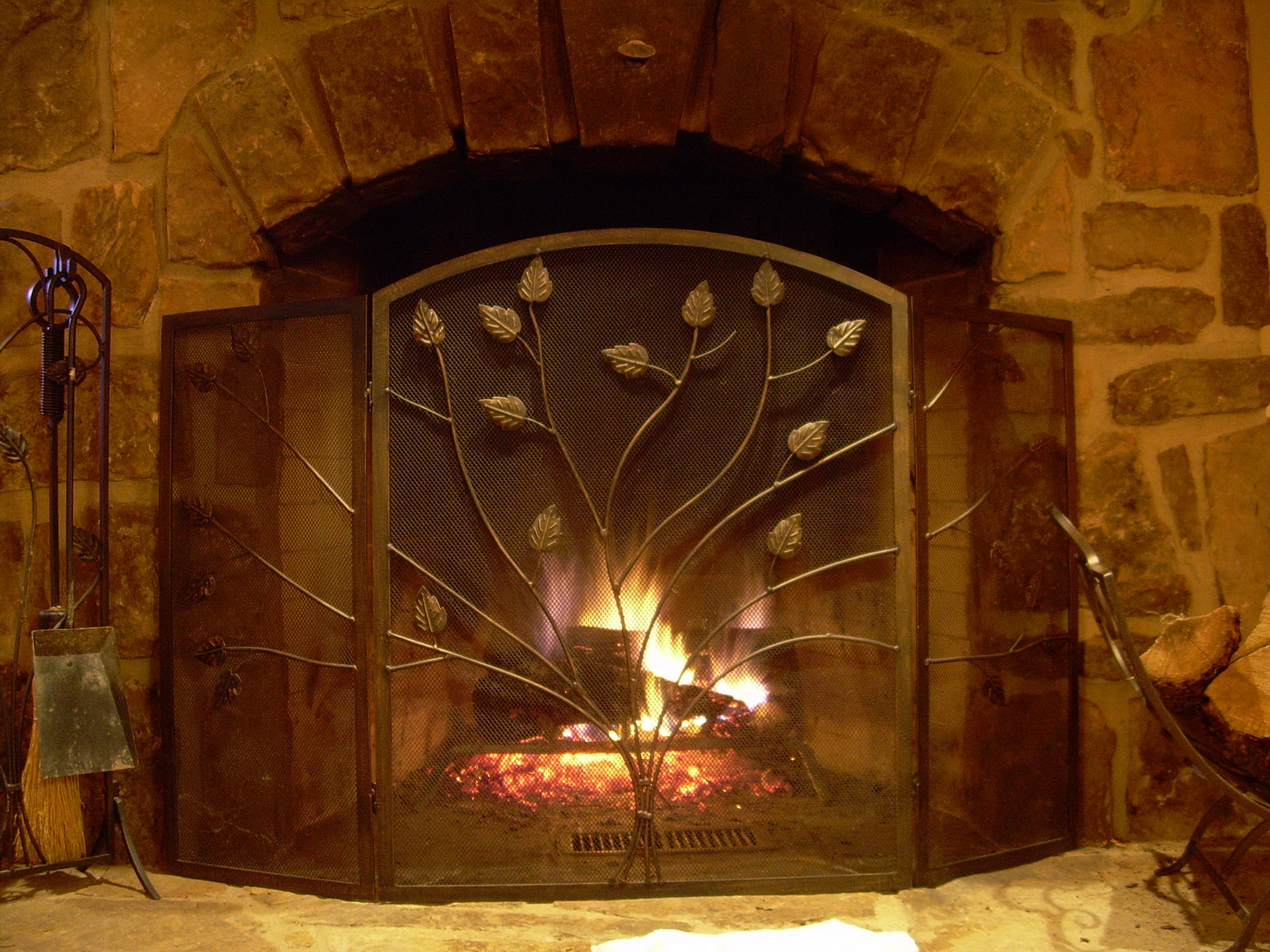
灯された暖炉と前方の網

前面が開放式で薪を燃料とする場合、爆ぜた火の粉を止めるため暖炉の前方に金網、ロートアイアンやガラス製の衝立や鎖帷子のようなカーテンを設置する。金網と炎の間の床(ハース、英語でhearth)は耐火材で作られる。石炭の場合は火の粉の心配が無いため衝立は用いない。開放燃焼暖炉は室内の空気を消費してしまうので、燃やせば燃やすほど火から遠いところでは隙間風で寒くなる。最近の欧米の設計手法では、空気取り入れ口を暖炉の灰箱下に設けて、外部の空気で燃やされる。

### 燃焼方法
開放燃焼暖炉の場合、薪は広葉樹を用いなければならない。スギやマツなど針葉樹の薪は燃焼時に爆ぜて火の粉を発し、火事の原因ともなる。暖炉は薪ストーブとは異なり供給される空気の量を調整して燃焼速度を調整することが不可能なので、薪の大きさで火の大きさと燃焼時間を調整する。現在多く売られている薪ストーブ用の薪では細過ぎ、炎が大きくなり過ぎて危険であり、火の大きさが適正な場合でも薪の燃焼速度が速く、ほどなく燃え尽きるため、頻繁な給薪が必要となる。金属煙突の場合は、「二重煙突」を利用すると、煙突外部との断熱性が良く煙突内部が高温に保たれる。レンガ煙突の場合も保温のために中空レンガと断熱材が用いられる場合がある。煙突を保温した場合、冷えやすい煙突に比べて排気効率が高くより少ない熱で排気できるため余った熱を燃焼にフィードバックさせる事が出来る。それにより燃焼及び暖房効率が向上する。副次的効果として煙突内部へのタール分の付着が少なく、煙突掃除も楽なため、結果として経済的である。
煙突はレンガや石材の場合、雨よけの傘は特に必要がない。仮に20cm角の煙突に30mmの雨が降って上部から1.5mの範囲が濡れたと仮定すると、その水膜はわずか1mmにとどまるためである。

### 文化的見地
西洋において暖炉は部屋の格式や席次を決める上での重要な調度品であり、表面に木材や石材を化粧材として貼り付けたり、暖炉周りのマントルピースなどの装飾には力が注がれる。

## 歴史
11世紀までのヨーロッパでは、日本の囲炉裏と似た構造の炉を屋内に設け用いていた。12世紀に入ると2階建ての建物が作られ始めるようになり、屋内に炉を設けると天井高が吹き抜けの平屋に比べて低いために火災の危険が高まった。その解決法として、不燃材で作られた石やレンガの壁際に煙道を設けるようになったのがヨーロッパにおける煙突の発明および暖炉の始まりである。そのため初期の暖炉は現在の暖炉と異なり排煙を目的とした大きなフードと火床のみで構成されていた。暖炉はその建造にかなりのコストがかかるため、暖炉の数や煙突の数に応じて税金がかけられるほどの高級品であり、18～19世紀頃までは一般的な家庭には存在しなかった。
ただし紀元前の中国やローマでも薪ストーブや暖炉に類するものがすでに発明され、使われていた。それらの技術は伝世しなかったため、現代の暖炉との技術的なつながりはない。
煙突及び暖炉の発明により家の間取りのどの位置にも炉を設けることが可能になった結果、部屋を区切り各部屋に調理を目的としない暖房装置としての暖炉が設けられる様になる。その結果、客間の暖炉には一番居心地の良い暖炉のそばを上座とする習慣ができた。部屋の調度品としての重要度も高まり、暖炉周りのマントルピースの装飾に力が注がれる伝統も成立する。
16世紀頃には暖炉の設計手法が確立されて煙の逆流に対する耐性などが上がり、現在の暖炉とほぼ同じものが作られるようになる。
17世紀には北欧で囲炉裏の周りをレンガで囲む技術が発明され、それがロシアに伝わったことでペチカが発明された。
現在の薪ストーブに発展する鉄製の暖炉は、1742年にアメリカで発明されたフランクリンストーブ（ペンシルバニア暖炉）(en)である。鉄の暖炉自体は14世紀末からフランスで使用されていたが、それらの暖炉にはバッフル板がなく暖房効率は暖炉と変わりがなかった。フランクリンストーブは前面以外の5面を鉄で囲ってバッフル板とそれによる逆サイフォン燃焼機構を装着したため放熱面積が多く、通常の暖炉よりは暖房効率が高かった。改良型のフランクリンストーブは扉がついており、扉を閉じて使用するとさらに高い暖房効率を発揮した。発明者のベンジャミン・フランクリンは「発明品やその恩恵は全ての人々が自由に分かち合うべき。」との考えから特許を取得しなかった。このため安価な模倣品が大量に流通した結果、一般家庭にも暖炉が普及した。改良型フランクリンストーブは暖炉であると同時に、薪ストーブの最初の製品にも位置づけられる。

## 有害性

### 大気汚染と規制

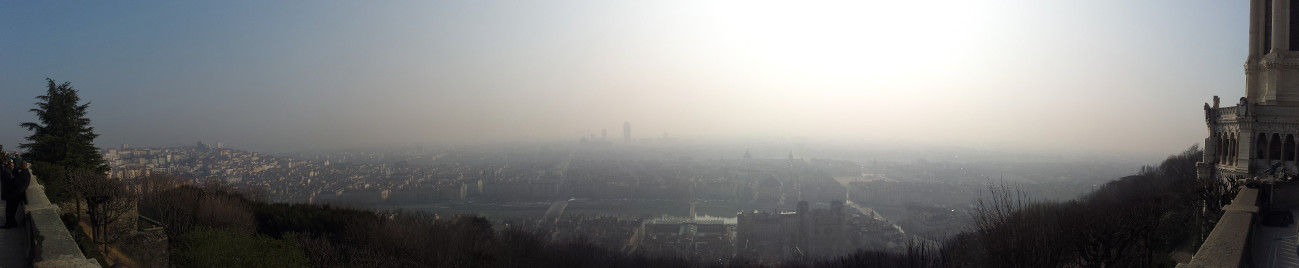
フランス・リヨンの大気汚染

暖炉は薪などの精製されていない燃料を使うため、大量の汚染物質(粒子状物質)を大気へと放出する。フランスでは暖炉による大気汚染が深刻な事態となっており、同国における大気汚染の4%あるいは23%が暖炉の使用によって発生するばい煙であったとされる。これら大気汚染が喘息などの呼吸器疾患の原因となっている。そのため、2015年1月以降、パリ市内において開放燃焼の暖炉の使用は禁止されている。

### 煙突掃除人癌
暖炉に備え付けられる煙突にはすすが溜まるため、煙突掃除人の職が存在する。煙突掃除人の間では皮膚がんが多発しており、煙突掃除人癌と呼ばれていた。
すすには発がん性があり、19世紀に煙突掃除人の健康福祉の問題として注目され、少年が煙突掃除の職に当たることが禁止された。

## 関連事項
- 薪ストーブ
- 囲炉裏
- ペチカ
- 電気蓄熱暖房機
- スピルヴェィス（英語版） - 暖炉の側に置かれ、照明用のロウソクなどに暖炉の火を移す木の棒などを入れておく瓶。
- ファイアスクリーン（英語版）（ファイアガード） ‐ 直接暖炉の熱が人に当たらないようにする遮蔽版
- ファイアプレース・マントル（英語版） ‐ 暖炉の上の物をおける部分。
- ペレット・バスケット（英語版） ‐ 燃料の木質ペレットを入れる容器。
- ファイアドッグ（英語版）（Andiron、薪のせ台） ‐  暖炉の中で燃やす薪を浮かせておくことで、燃えやすくするアイテム。
- 暖炉に使う道具（ドイツ語版） ‐ 火かき棒、トング、暖炉ほうき、スコップと、それらを建てるスタンド。
- フランクリン・ストーブ（英語版）
- 炉胸（英語版）
- 屋外暖炉（英語版）